# Jongliertuch
Ein Jongliertuch ist ein sehr leichtes, quadratisches Nylontuch mit einer Kantenlänge von ca. 70 cm. Es gehört zu den Objekten der Wurfjonglage und wird in ähnlichen Jongliermustern wie ein Ball jongliert: Kaskade, Rückwärtskaskade und Säulen gehören zu den Grundmustern, die gut mit drei Tüchern jongliert werden können. In vielen Jonglierabhandlungen wird die Tuchjonglage als der pädagogische Weg zum Jonglieren beschrieben, weil mit Tüchern schnelle Erfolgserlebnisse möglich sind. Gleichzeitig begreift der Lernende durch die langsame Fallgeschwindigkeit die Flugbahnen, die später mit Bällen, Ringen oder Keulen möglich sind.